# Голодец, Григорий Израилевич
Григо́рий Израи́левич Голоде́ц (07.11.1936-17.07.1992) — советский и украинский учёный в области химии природных соединений, член-корреспондент АН Украинской ССР и НАНУ.
Окончил Киевский университет (1959).
С того же времени работал в Институте физической химии им. Л. В. Писаржевского, с 1980 г. зав. отделом механизмов гетерогенно-каталитических реакций.
Доктор химических наук (1970), профессор (1982), член-корреспондент АН Украинской ССР (1990).
Премия им. Л. В. Писаржевского АН УССР 1973 года — за цикл работ по исследованию кинетики и механизма окислительно-восстановительных каталитических реакций.
Сочинения:
- Гетерогенно-каталитическое окисление органических веществ [Текст]. — Киев : Наук. думка, 1978. — 375 с. : ил.; 24 см.
- Гетерогенно-каталитические реакции с участием молекулярного кислорода [Текст] / Г. И. Голодец ; АН УССР, Ин-т физ. химии им. Л. В. Писаржевского. — Киев : Наук. думка, 1977. — 359 с. : граф.; 24 см.
- Введение в теорию кинетики и катализа [Текст] / В. А. Ройтер, Г. И. Голодец ; АН УССР. Ин-т физ. химии им. Л. В. Писаржевского. — 2-е изд., перераб. и доп. — Киев : Наук. думка, 1971. — 184 с. : черт.; 22 см.